# Centavo
Centavo là đơn vị đếm dành cho các tiền kim loại do Nhà nước Đông Timor phát hành từ năm 2003 để bổ sung cho tiền giấy và tiền kim loại đô la Mỹ lưu thông chính thức tại Đông Timor. 1 centavo bằng 1 cent Mỹ. Hiện có các loại tiền kim loại mệnh giá 1, 5, 10, 25, 50 centavo có trang trí hình các loài thực vật và động vật đặc hữu của Đông Timor. Tiền do Xưởng đúc tiền Bồ Đào Nha đúc.
Đông Timor không phát hành tiền giấy.
 Tư liệu liên quan tới Tiền Đông Timor tại Wikimedia Commons